# Zanac
Zanac (ザナック?) är ett shoot 'em up-spel designat av  Compile och utgivet i Japan av Pony Canyon och i Nordamerika utgivet av FCI. Spelet släpptes till MSX, Family Computer Disk System, NES och Virtual Console. 

## Handling
Spelaren styr rymdfarkosten AFX-6502 Zanac genom 12 olika banor. Målet är att besegra System, en delvis organisk och delvis mekanisk enhet som hotar att förinta hela mänskligheten. Enheten skapades av en utomjordisk art för tusentals år sedan.

### Fotnoter
1. 1 2  ”Zanac”. NES DB. 13 mars 1986. Arkiverad från originalet den 28 juni 2014. https://archive.is/20140628170514/http://www.nesdb.se/game_more.php?id=1627&rid=4. Läst 28 juni 2014.
2. ↑  ”Zanac” (på engelska). Mobygames. http://www.mobygames.com/game/zanac-ai. Läst 28 juni 2014.